# エスタディオ・エル・サルディネーロ
エスタディオ・エル・サルディネーロ（Estadio El Sardinero）は、スペイン・サンタンデールにあるサッカースタジアム。ラシン・サンタンデールのホームスタジアム。収容人数は22,222人。
1988年、1913年に建設された同名の20,000人収容のスタジアムに取って代わった。